# Tarea (gestión de proyectos)
En gestión de proyectos  una tarea es una actividad que debe ser completada dentro de un período de tiempo bien definido. Una asignación o encargo es una tarea bajo la responsabilidad de un encargado o assignee, la cual tiene una fecha definida de comienzo y finalización. Una o más asignaciones de una tarea inician la ejecución de la tarea. La terminación de todas las asignaciones de una tarea específica declaran completa la tarea. Las tareas pueden estar conectadas entre sí para crear dependencias.
En la mayoría de proyectos, las tareas pueden sufrir uno de dos obstáculos principales:
- Dependencia de tareas, lo cual es normal, ya que la mayoría de las tareas dependen de que se realicen otras. Sin embargo, esto puede llevar al estancamiento de un proyecto cuando muchas tareas no pueden iniciar a menos que otras terminen.
- Comprensión confusa del término 'completo'.